# 魏斯亞克爾山
47°41′55″N 15°57′30″E / 47.69861°N 15.95833°E

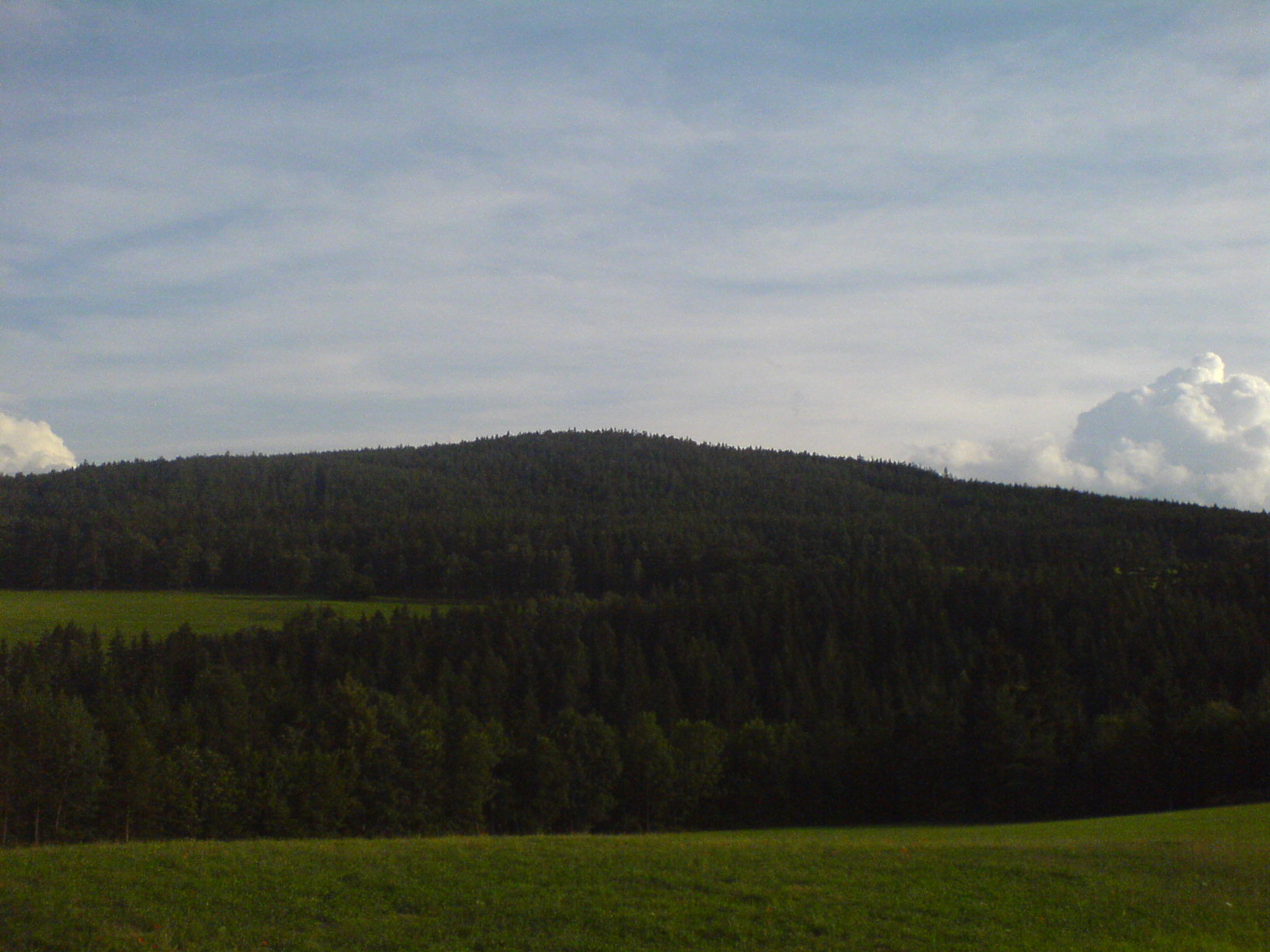

魏斯亞克爾山（德語：Weißjackl），是奧地利的山峰，位於該國東北部，由下奧地利州負責管轄，屬於拉克斯-施內山脈的一部分，處於加恩斯山以東，海拔高度805米。